# ابی عریش
محافظة ابی عریش (به عربی: محافظة أبی عریش) در عربستان سعودی است که در استان جازان واقع شده‌است.